# جوزف فومبی
جوزف فومبی (متولد ۱۹۵۵) یکی از مقامات ارشد سازمان ملل است که برای آژانس کودکان سازمان ملل (یونیسف) کار می‌کند.

## زندگی‌نامه
او متولد ۱۹۵۵، کامرونی الاصل است و بیشتر عمر خود را در فرانسه و ایالات متحده گذراند.

## عملکرد
از سال ۲۰۰۳ تا ۲۰۰۶، به عنوان رئیس دفتر یونیسف در بانگی، جمهوری آفریقای مرکزی منصوب شد. در آن زمان، او تلاش‌هایی را برای ارتقای حقوق کودکان در کشور رهبری کرد در نتیجه فعالیت‌های او حضور در مدرسه و همچنین تغذیه کودکان نیز بهبود یافت.
در ژانویه ۲۰۰۶، دبیرکل سازمان ملل کوفی عنان نیز او را به عنوان هماهنگ‌کننده مقیم سازمان ملل متحد و هماهنگ‌کننده امور بشردوستانه در کشور، به عنوان جانشین استان انکواین منصوب کرد. در چنین جایگاهی، او نقش مهمی در حمایت از جمع‌آوری کمک‌های مالی برای کارهای بشردوستانه در کشور، با حمایت دفتر محلی OCHA به ریاست سلیمان بی، ایفا کرد.
در نوامبر ۲۰۰۶، او ترفیع یافت و به عنوان رئیس یونیسف در کیگالی، رواندا منصوب شد.